# Jądro podprzyramieniowe
Jądro podprzyramieniowe, jądro podokołoramieniowe, jądro Köllikera-Fusego (łac. nucleus subparabrachialis) – w anatomii człowieka zgrupowanie neuronów w przednio-bocznej części mostu, stanowiące część ośrodka pneumotaksji. Nazwa eponimiczna upamięnia jego odkrywców: szwajcarskiego anatoma Alberta von Köllikera i japońskiego neuroanatoma Gennosuke Fusego.